# John Rennie (dyplomata)
John Ogilvy Rennie (ur. 13 stycznia 1914, zm. 30 września 1981) – brytyjski dyplomata, dyrektor Tajnej Służby Wywiadowczej (MI6) od 1968 do 1974 roku.